# البلديخو ديل كويندي
بلدية بُليطة قونكة أو (نقحرة: البلديخو ديل كويندي) (بالإسبانية: Albaladejo del Cuende)‏، هي إحدى بلديات مقاطعة قونكة إحدى مقاطعات إسبانيا، والتي تقع في منطقة قشتالة والمنجى وسط البلاد، والمائلة لجهة الشرق من إسبانيا.
يبلغ عدد سكانها 379 نسمة وفقاً لإحصائية سنة (2007).